# Leo Birkmann

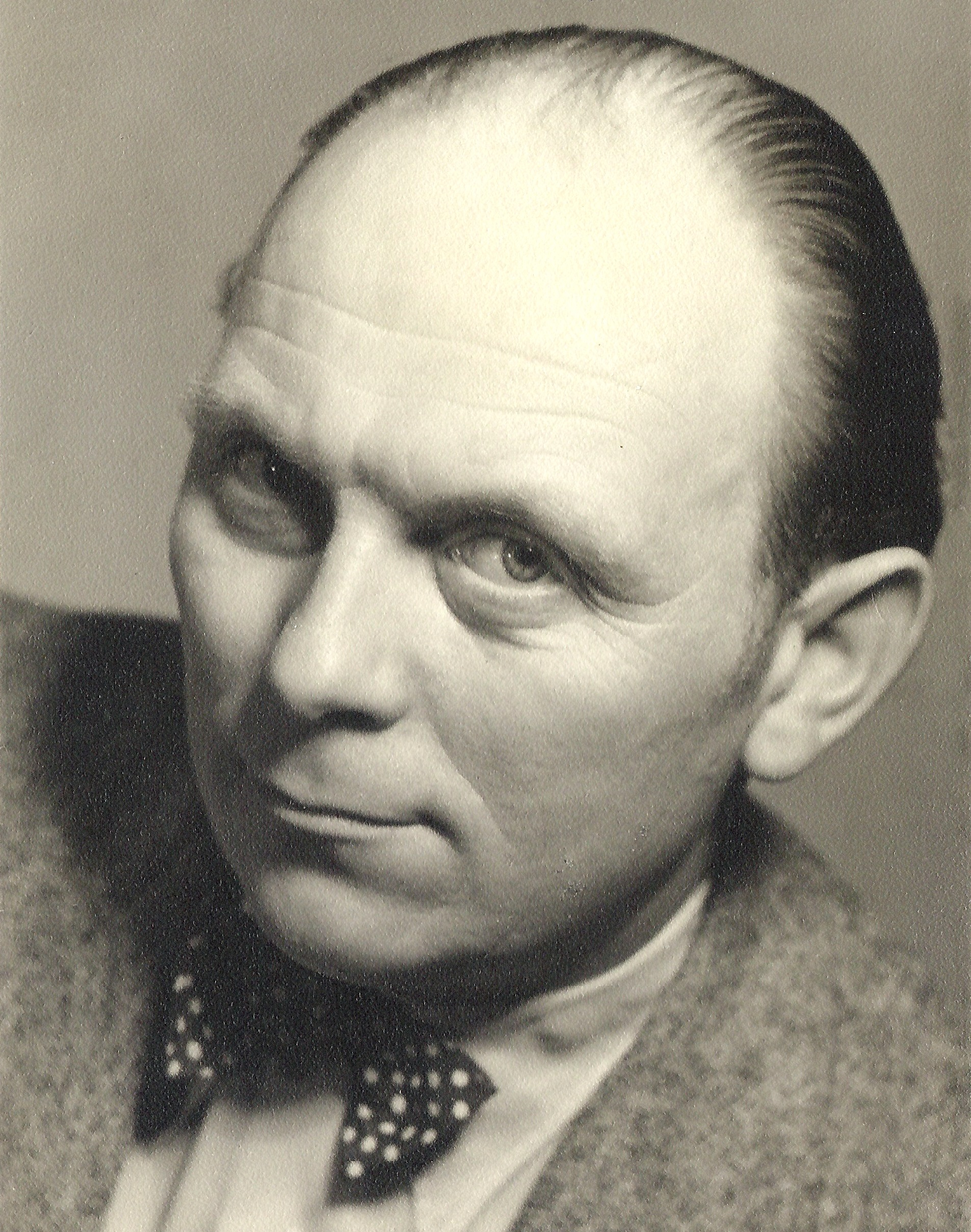
Leo Birkmann, 1955

Leo Birkmann (* 4. Dezember 1911 in Nürnberg; † 24. August 1983 in Ainring) war ein deutscher Kunstmaler und Bildhauer.

## Herkunft
Leo Birkmann war der einzige Sohn des Zimmermeisters Andreas Friedrich „Fritz“ Birkmann (1880–1959) und Johanna Regina Magdalena „Lona“ Schorr (1883–1934). Im Jahr 1927 erwarb der Vater Fritz Birkmann ein Grundstück in Reichelsdorf in der Rennbahnstraße, wo die Familie 1930 ein Haus baute und daraufhin einzog. Sein Vater betrieb dort ein Dekorationsgeschäft. Ein Onkel mütterlicherseits war der Kunstmaler Johann Carl Rohmer (* 1891; † 1943).

## Leben und Wirken
Leo Birkmann verbrachte seine Kindheit in Nürnberg. Nach dem Umzug der Familie nach Reichelsdorf legte er seine Meisterprüfung als Dekorationsmaler ab und arbeitete im elterlichen Geschäft. 1934 lernte er die Schuhverkäuferin Martha Helene Liebert († 2006) kennen, die er 1935 heiratete. Der Sohn Fritz Thilo Birkmann wurde 1938 geboren.
Während des Zweiten Weltkriegs diente Birkmann von 1939 bis 1944 in der Wehrmacht und war von 1944 bis 1946 in US-amerikanischer Kriegsgefangenschaft in Reims. Anschließend nahm er seine Arbeit im väterlichen Dekorationsgeschäft wieder auf und war nebenbei als freischaffender Künstler tätig, später auch hauptberuflich.
Vor dem Zweiten Weltkrieg hatte Birkmann drei Semester an der Nürnberger Akademie der Bildenden Künste bei Hermann Gradl, Andreas Gering und Fritz Liebel studiert. 1947 besuchte er Kurse am „Offenen Zeichensaal der Stadt Nürnberg“ bei Hans Gerstacker. Er verbrachte eine gewisse Zeit im Selbststudium und arbeitete als Porträtmaler, Bildhauer und Dekorationsmaler. Zahlreichen Skizzen aus dem Nachlass kann entnommen werden, dass Birkmann Reisen nach Italien (Gardasee, Taormina, Elba, Capri, Venedig, Portofino), Spanien (Mallorca, Ibiza), Tunesien, Marokko, Frankreich (Korsika) und Österreich (Salzburg) unternahm.
Eine Anzahl der frühen Malereien sind erhalten, wie z. B. die Alpenlandschaft (1946), Blick aufs Tal im Winter(1947) und das Porträt von Kätchen Hilpert (1946), der Tochter eines Nachbarn. Leo Birkmann wurde Mitglied der Künstlerklause und der „Freien Gruppe“. Zusätzlich diente er jahrelang im Vorstand des Berufsverbands Bildender Künstler mit Leo Smigay und Hella Rößner-Böhnlein. Zusätzlich war Birkmann Mitglied des Wirtschafts- und Kulturbeirats der Stadt Nürnberg.
Seine erfolgreichste Zeit war zwischen 1950 und 1970, wobei Wandmalereien, Sgraffitos, Glasmosaike, Eisenplastiken und Freiplastiken in Nürnberg, Fürth, Würzburg, Bayreuth und Umgebung entstanden. Einige von den in Nürnberg geschaffenen Sgraffitos wurden 2018 im Programm der Medienwerkstatt Franken aufgeführt.
1973 beschloss Birkmann mit seiner Gattin Helene nach Garmisch-Partenkirchen umzuziehen, einige Jahre später zogen sie nach Ainring, wo Birkmann im August 1983 im Alter von 71 Jahren verstarb.

## Künstlerisches Werk

### Frühe Werke
Das früheste noch erhaltene Gemälde von Leo Birkmann ist das Porträt des Schwabacher Schulmeisters Robert Rohmer (1928), das im Stadtmuseum Schwabach ausgestellt ist. Im Kriegsgefangenenlager Reims fertigte er Gemälde und Skizzen an, darunter auch Porträts von amerikanischen Offizieren.

### Werke im Öffentlichen Raum: Sgraffitos, Skulpturen und andere Objekte

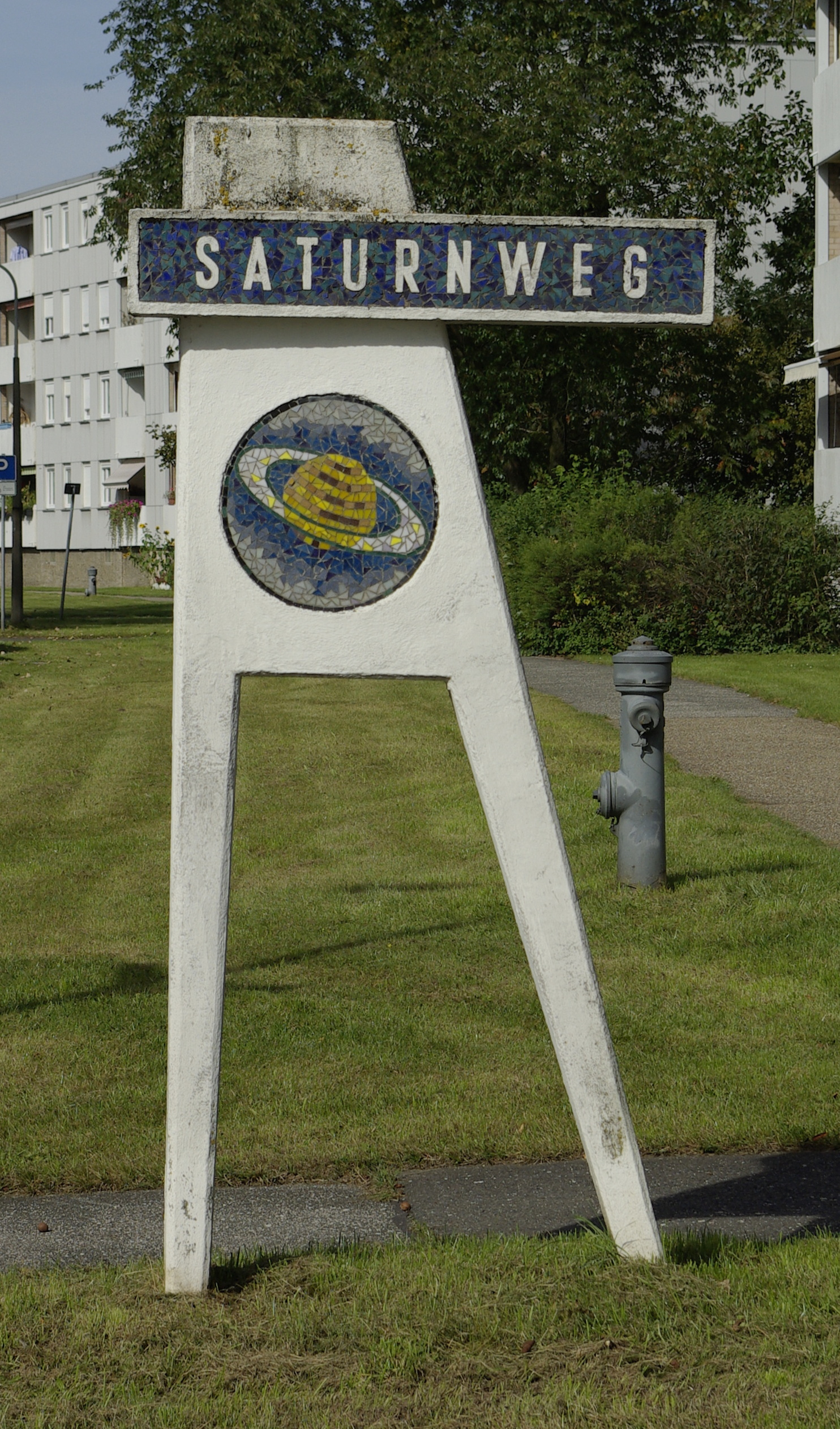
Straßenschild Saturnweg, Nürnberg, Leo Birkmann, 1960

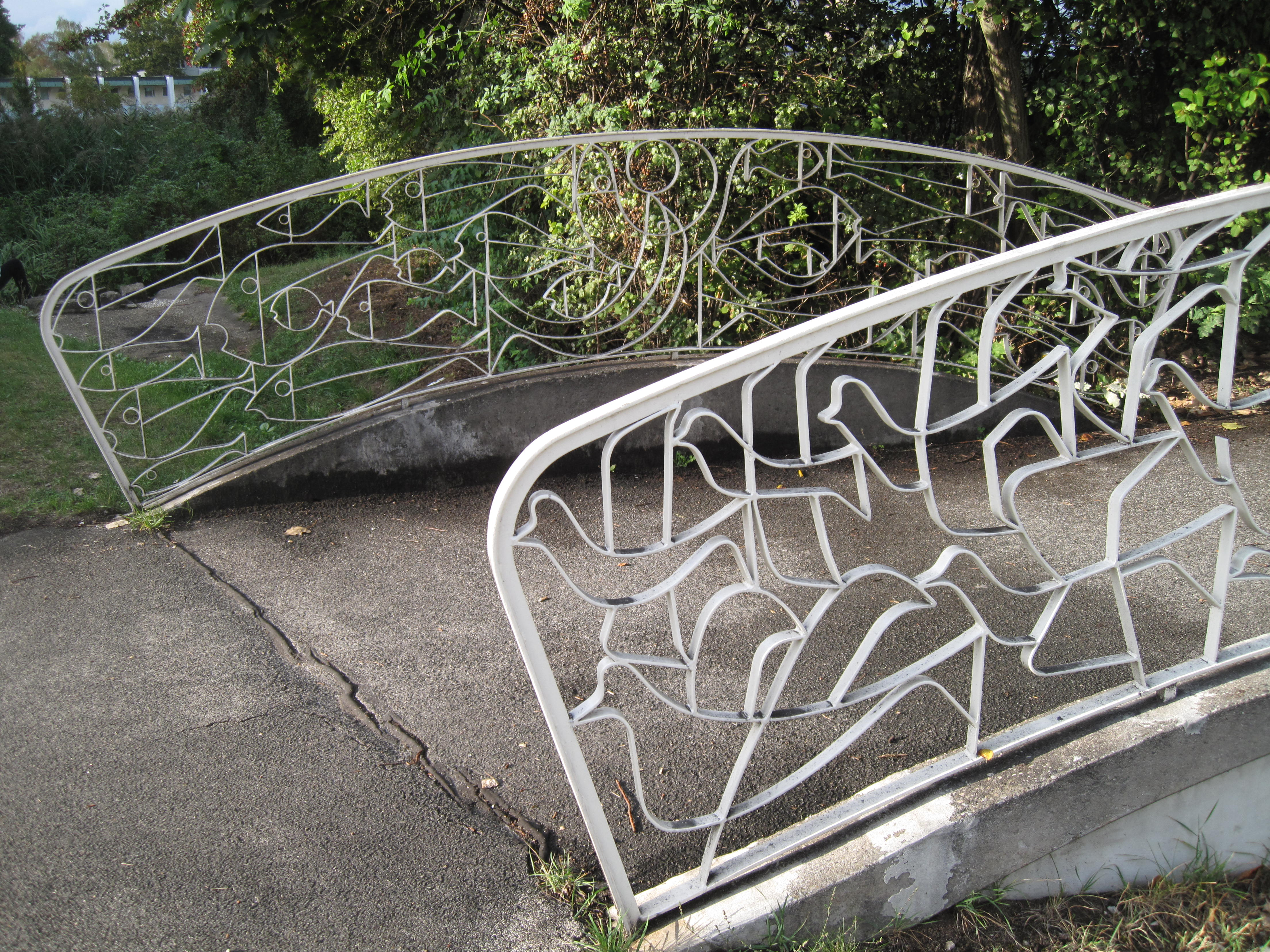
Parkwohnanlage Zollhaus Nürnberg: Brücke mit Eisenziergitter von Leo Birkmann, 1960

Birkmann wurde mit zahlreichen künstlerischen Arbeiten von der Wohnungsbaugesellschaft Wbg Nürnberg beauftragt. In den 1950er und 1960er Jahren entstanden im Raum Nürnberg Sgraffitos, Reliefs, Flacheisenornamente, Freiplastiken und Mosaike. Birkmann erhielt des Weiteren Aufträge von Behörden in Nürnberg (Deutsche Bundesbahn; Hochbauamt Nürnberg; LVA) sowie in Fürth, Schwabach, Würzburg, Bayreuth, Gunzenhausen und Georgensgmünd. Architekten in Nürnberg, wie z. B. Gerhard G. Dittrich und Architekt Maisch, vergaben Aufträge an Birkmann.
Viele dieser Werke sind heute noch erhalten: Das Relief am Gesundheitsamt in der Burgstraße in Nürnberg; die künstlerische Ausstattung der Parkwohnanlage Nürnberg-Zollhaus (unter anderem Straßenschilder Planetenring, Saturnweg, Jupiterwinkel, Marsweg, Im Erdwinkel, Neptunweg, Sonnenstraße; Eisenornament am Waschhaus; Brückenziergitter in der Grünanlage; Glasmosaik Humorische Darstellungen des Täglichen Lebens am Säulenquader im Foyer des 16-stöckigen Wohnhauses); eine Stahlplastik in der Schönweißstraße; Figurengruppe Die Familie am Planetenring; Figurengruppe aus Sandstein in der Rothenburger Straße. Auch erhielt er Aufträge von der italienischen Insel Elba.

### Malerei und Skizzen
Birkmanns Skizzen wurden meist auf seinen Reisen durch Italien und Nordafrika erstellt und dienten gewöhnlich als Anregung für ein späteres Gemälde. Birkmann arbeitete in zahlreichen Techniken, darunter Öl, Wasserfarbe, Tempera, Kreide (Gouache), mit Pinsel oder Palettenmesser.  Im Privatbesitz befinden sich Hunderte von Werken.  Mit einigen Werken ist Birkmann auch in der öffentlichen Sammlung der Kunstvilla als Kunstmuseum der Stadt Nürnberg vertreten.  Birkmanns Werke sind am ehesten dem Expressiven Realismus zuzuordnen.
Am häufigsten findet man in Birkmanns Malerei Landschaftsbilder, Stadtansichten, zahlreiche Stillleben und Porträts. Aufträge für Porträts erhielt er auch von prominenten Bürgern der Stadt Nürnberg und von Künstlerkollegen. Das 1952 gemalte Porträt von Leo Smigay wurde 2021 in der Kunstvilla Nürnberg anlässlich der Sonderausstellung Jubiläumsraum: Leo Smigay ausgestellt. Das 1949 gemalte Porträt von Hella Rossner-Böhnlein ist im Privatbesitz der Familie der Künstlerin.
Eine gewisse Anzahl von Genrebilder befinden sich im Kollektiv von Birkmanns Malerei.  Birkmanns Genrebilder zeigen bevorzugt  alpenländische Motive, manchmal Gruppenbilder von bayerischen Landbewohnern in Trachten oder im Gespräch, wie z. B. Auf dem Schafmarkt (ca. 1950) oder das Gruppenbild mit Frau und 4 Kindern.
Aus den frühen 1980er Jahren sind wenige Werke bekannt.  Es entstand ein Landschaftsbild mit Blick auf die Insel Mont-Saint-Michel (1982) und ein Landschaftsbild mit Aussicht vom Mirabellgarten auf die Festung Hohensalzburg (1983).

### Buchillustration
Für August Wunrams Die Hoflaterne schuf Birkmann die Buchillustrationen.

## Ausstellungen (Auswahl)

### Gruppenausstellungen
(Quelle: )
- Frühjahrs-Ausstellung, Fränkische Galerie, Nürnberg, 1948.
- Sommerausstellung der Nürnberger Künstlerschaft, Fränkische Galerie, Nürnberg, 1949.
- Malerei – Plastik – Graphik, Ausstellung des Berufsverbandes Bildender Künstler, Nürnberg e.V., Fränkische Galerie, Nürnberg, 1950, 1951, 1952, 1953, 1954, 1955.
- Albrecht-Dürer-Verein Nürnberg: Sommerschau Fränkischer Künstler, Fränkische Galerie, Nürnberg, 1952
- Fränkische Kunstausstellung, Fränkische Galerie, Nürnberg, 1955, 1956, 1958, 1960, 1962.
- Jahresausstellung des Berufsverbandes Bildender Künstler, Nürnberg, e.V., Fränkische Galerie, Nürnberg, 1955
- Malerei – Plastik – Graphik – Kunsthandwerk, Ausstellung des Berufsverbandes Bildender Künstler, Nürnberg e.V., Fränkische Galerie, Nürnberg, 1956.
- Jahresschau: Malerei – Plastik – Graphik – Kunsthandwerk, Ausstellung des Berufsverbandes Bildender Künstler, Nürnberg e.V., Fränkische Galerie, Nürnberg, 1957, 1958, 1960, 1961.
- Neuerwerbungen der Städtischen Kunstsammlungen seit 1948, Fränkische Galerie, Nürnberg, 1958.
- Weihnachtsschau 1959: Malerei – Plastik – Graphik – Kunsthandwerk, Ausstellung des Berufsverbandes Bildender Künstler, Nürnberg e.V., Fränkische Galerie, Nürnberg, 1959.
- Jahresausstellung Bildender Künstler ´62, Ausstellung des Berufsverbandes Bildender Künstler, Nürnberg e.V., Fränkische Galerie, Nürnberg, 1962, 1963, 1964, 1965.

### Retrospektiven (postum)
- Nürnberger Malerei 1945–1950.[3] Aus den Beständen der Stadtgeschichtlichen Museen. Ausstellung im Fembohaus, Juli – August, 1989.
- Nürnberg baut auf.[12] Ausstellung Fembohaus 2009.  30. Januar – 26. April 2009.  Künstler zeigen Nürnbergs Wiederaufbau nach ′45.
- Wunschbilder 1: Gemälde und Skulpturen für eine neue Fränkische Galerie.[3] Ausstellung der Museen der Stadt Nürnberg im Kunsthaus, Königstraße, vom 6.10. – 1.12.2002.
- Buntes Gewerbe – Glanz und Elend hinter der bürgerlichen Fassade. Sonderausstellung in der Kunstvilla Nürnberg, 26. März – 4. Oktober 2015.[13]
- Urbane Zukunft – Werke aus der Sammlung der wbg und aus städtischem Besitz.[8] Sonderausstellung in der Kunstvilla Nürnberg, 26. April – 7. Oktober 2018.[14]